# Anastrepha bistrigata
Anastrepha bistrigata
 es una especie de insecto díptero que Mario Bezzi describió científicamente por primera vez en el año 1919.
Esta especie pertenece al género Anastrepha de la familia Tephritidae.